# وونگ سئاهکی
وونگ سئاهکی (انگلیسی: Wong Seahkee؛ زادهٔ ۵ ژوئن ۱۹۱۳) وزنه‌بردار اهل چین بود. وی در بازی‌های المپیک تابستانی ۱۹۳۶ شرکت کرده‌است.